# Bangladesh nos Jogos Olímpicos de Verão de 1996
Bangladesh participou dos Jogos Olímpicos de Verão de 1996 em Atlanta, Estados Unidos.